# John Arthur Miscovich
John Arthur Mišković (Flat, Aljaska, 7. ožujka 1918. − Orange, Kalifornija, 22. kolovoza 2014.), bio je aljaski pionir, rudar u rudniku zlata i veliki hrvatsko-američki izumitelj. Patentirao je više od 300 patenata od kojih je najpoznatiji Intelligiant, vodeni top kojim se danas služe na vatrogasnim vozilima i plovilima diljem svijeta. Usavršio je hidraulična dizala koja se primjenjuju radi iskrcaja tereta s prekooceanskih brodova. Treći je sin također poznatog hrvatskog izumitelja Petra Miškovića. Iako John (Ivan) nije rođen u Hrvatskoj njegova majka Stana i otac Petar su u Hrvatskoj rođeni i odgojeni. Tako nema dvojbe između njegovog podrijetla. 

## Životopis
John je rođen u Flatu 7.3.1918. Treće je od sedmero djece Petra Miškovića i Stane Mišković(Bagoj). John je prvih osam razreda završio u školi u Flatu, koja je imala samo jednu učionicu. Prvi put je otišao iz Flata u rujnu 1933. sa starijim bratom Georgeom. Odletili su s dvosjednim dvokrilcem u Fairbanks, a pilot im je bio mladi Bob Ellis. John je napustio srednju školu u Fairbanksu nakon jedanaestog razreda 1935. da otputuje s ocem u ostale države SAD-a i traži Hrvate(iz "stare zemlje"). John je bio samouk i znatiželjan. Kada su ga pitali o dodatnom obrazovanju, on je s osmijehom odgovorio - ljudi. Diplomirao je na Sveučilištu Flat u Aljaskoj. John je bio pionir ideja mnogih hidrauličkih rudarskih tehnologija. Zabilježio je preko 300 patenata, ali najpoznatiji je Intelligiant iz 1946. Nakon Drugog svjetskog rata demonstrira Intelligiant diljem SAD-a. 1951. u New Yorkovoj Vatrogasnoj Službi Intelligiant je postavljen na vatrogasne brodove i ubrzo u Los Angelesu. 

## Izumi
Intelligiant - pumpa za vodu
Hidraulična dizala - iskrcavaju teret s prekooceanskih brodova
Više od 300 patenata

## Zanimljivosti
- John Mišković jednog se dana odlučio riješiti njemu bespotrebnih gomila volframa. Kako je već imao profit od zlata kojega je pronašao odlučio je dati volfram hrvatskoj Tvornici električnih žarulja (TEŽ). Poslao je svoga rođaka Đura Miškovića u TEŽ, ali imao je neobičan uvjet. Rekao je kako će im dati wolfram potpuno besplatno, ali da na svakoj žarulji mora pisati John Mišković. To TEŽ, čini se, nije prihvatio i tako je izgubio velike zalihe volframa. [nedostaje izvor]

## Vanjske poveznice
- (engl.) Leslie Knowlton Herzog, intervju: John Miscovich, The Golden Years : Mining's in His Blood, but It Hasn't Claimed His Soul, Los Angeles Times, 20. ožujka 1992.
- Molimo članove commonsa da postave sliku Johna Miškovića koja se nalazi na stranicama izvora